# Židovský hřbitov v Podbořanském Rohozci
Židovský hřbitov v Podbořanském Rohozci se nachází asi jeden kilometr jihovýchodně od centra obce Podbořanský Rohozec, na konci polní cesty, v blízkosti Rohozeckého potoka. Založen byl roku 1856 a rozkládá se v mírném svahu na ploše 1502 m². Do dnešní doby se dochovalo na 90 náhrobků různé zachovalosti z dob založení hřbitova až do roku 1931. Hřbitov byl zdevastován během druhé světové války i v poválečném období za dob socialismu. Většina náhrobků byla povalena a z márnice v západní části hřbitova se dochovaly jen zbytky obvodového zdiva.